# GeoTIFF
Ein GeoTIFF ist eine spezielle Form eines TIFF-Bildes, also ein Dateiformat zur Speicherung von Bilddaten (Dateinamenserweiterung .geotiff, oft auch nur .tif). Da das TIF-Format eine verlustfreie Speicherung zulässt, eignet es sich gut zur Verarbeitung von geographischen Daten, da es bei Satelliten- und Luftbildern bzw. anderen Rasterdaten oft auf hohe Abbildungsgenauigkeit ankommt.
Die Besonderheit von GeoTIFF gegenüber dem normalen TIF-Format liegt darin, dass spezielle Daten über die Georeferenz zusätzlich zu den sichtbaren Rasterdaten in die Bilddatei eingebettet werden. Dazu zählen Koordinaten zur Georeferenzierung des Bildausschnitts sowie zur verwendeten Kartenprojektion: Die Datei enthält spezifische Angaben über das Koordinatenreferenzsystem.
Die Informationen werden im Gegensatz zum GeoJPEG oder normalem TIF-Format nicht in einer separaten Datei (world file), sondern direkt in den Metatags des Bildes gespeichert, wobei sechs Tags für die Geoinformationen genutzt werden. Bei Bedarf sind diese Tags um weitere Felder erweiterbar.
GeoTIFF-Dateien können mit allen Algorithmen komprimiert werden, die für das TIF-Format möglich sind, neben diversen verlustfreien Verfahren also auch mit einer verlustbehafteten JPEG-Komprimierung, mit der sich ggf. auf Kosten der Bildqualität eine deutliche Reduktion der Dateigröße erreichen lässt. Allerdings unterstützt nicht jede Applikation alle vom TIF-Format erlaubten Kompressionsalgorithmen.
Die Initiative zur Schaffung des GeoTIFF-Formats geht auf das Unternehmen Intergraph zurück. Seit den frühen 1990er Jahren beschäftigte man sich mit diesem Thema und konnte eine Vielzahl von Unternehmen und Vertretern von Regierungsorganisationen als Unterstützer gewinnen. Zu ihnen zählen namhafte Unternehmen und Institutionen des GIS-Sektors wie ESRI, ERDAS und die USGS. GeoTIFF hat sich als Quasi-Standard zur Darstellung von Rasterdaten entwickelt und wird von den meisten Rasterdaten verarbeitenden GIS-Programmen sowie einigen Bildbearbeitungsprogrammen unterstützt. Die Bildinformationen sind in jedem Programm darstellbar, welches den normalen TIFF-Standard unterstützt.

## Cloud Optimized GeoTIFF
„Cloud Optimized GeoTIFF“ (COG) ist ein auf GeoTIFF basierender Standard, der die Verwendung von auf HTTP-Webservern gehosteten GeoTIFFs vereinfachen soll, sodass Benutzer und Software Teile der Daten innerhalb der Datei nutzen können, ohne die gesamte Datei herunterladen zu müssen.
Er ist für die Verwendung mit HTTP-Bereichsanfragen konzipiert und legt ein bestimmtes Layout für Daten und Metadaten innerhalb des GeoTIFF fest, sodass Clients vorhersagen können, welchen Byte-Bereich sie herunterladen müssen. COG ist lediglich eine Spezialisierung von GeoTIFF, daher sind COG-Dateien TIFF-Dateien.
Das Muster der Optimierung von GeoTIFFs für HTTP-Bereichsanfragen wurde erstmals in großem Maßstab demonstriert, als AWS 2015 begann, Landsat-Daten auf Amazon S3 zu hosten.
Das Muster wurde ab etwa 2016 im Rahmen des Open Source Geospatial Foundation/GDAL-Projekts zum COG weiterentwickelt.
Das COG-Format kann von vielen gängigen geografischen Softwaretools wie GDAL, QGIS und GeoTrellis gelesen und geschrieben werden.
Verschiedene Anbieter stellen mittlerweile einen Teil ihrer Daten im COG-Format zur Verfügung, darunter USGS, NASA, Google und DigitalGlobe.